# ダスティン・ダイアモンド
ダスティン・ダイアモンド（Dustin Diamond、1977年1月7日 - 2021年2月1日）は、アメリカ合衆国の俳優、ミュージシャン。

## 人物
カリフォルニア州サンノゼ出身。テレビドラマ『Saved by the Bell』のサミュエル役で知られている。
2006年に性行為を収めたビデオScreeched—Saved by the Smellを発売。
2021年2月1日、癌のためにフロリダ州にて死去した。44歳没。
彼の代理人はニュースサイト・E!ニュースに対し、亡くなる3週間前にがんだと診断されたことを明らかにした。

## 出演作品
- パニック・ウェディング（英語版）[5]
- Saved by the Bell（サミュエル）[1]